# Динамо (стадіон, Полтава)
Стадіон Динамо ( укр. Стадіон Динамо   ) — футбольний стадіон у Полтаві, Україна .
Стадіон був побудований в 1938 році, відкритий 30 липня 1938 року.  Стадіон побудований на місці поліцейського спортивного майданчика.  Це багатопрофільна спортивна споруда, яка займає 1,5 га.  Також на території було відкрито тир, у 2019 році була проведена його реконструкція з перенесенням у приміщення. Під час німецької окупації стадіон був переформатований під сади. Після визволення Полтави 5 травня 1944 року почалися роботи по відбудові стадіону та його приміщень  23 липня 1944 року стадіон було знову відкрито після реконструкції.  Але офіційне відкриття було 2 травня 1945 року. 
У 2016 році стадіон був реконструйований. Поле розміром 90х50 м було збільшено до 107х69 м, постелено штучне покриття. Поле використовувалося 13-14 годин щодня. Також було додано два футзала, два волейбольних поля та біговий трек. Вартість ремонту склала 6 400 000 грн . 
1. ↑  Lomov, 2019, с. 20.
2. ↑  Lomov та Stadnychenko, 2009, с. 33.
3. ↑  Lomov, 2019, с. 66.
4. ↑  Lomov, 2019, с. 67.
5. ↑  Lomov та Stadnychenko, 2009, с. 87.
6. ↑  Lomov, 2019, с. 68.
7. ↑  Lomov, 2019, с. 123.